# Badminton-Asienmeisterschaft 2003
Die Badminton-Asienmeisterschaft 2003 fand in Jakarta, Indonesien, statt. Das Preisgeld betrug 150.000 USD.

## Medaillengewinner
| Disziplin    | Gold                       | Silber                       | Bronze                           |
| ------------ | -------------------------- | ---------------------------- | -------------------------------- |
| Herreneinzel | Sony Dwi Kuncoro           | Taufik Hidayat               | Agus Hariyanto                   |
| Herreneinzel | Sony Dwi Kuncoro           | Taufik Hidayat               | Ng Wei                           |
| Dameneinzel  | Wang Chen                  | Silvi Antarini               | Dai Yun                          |
| Dameneinzel  | Wang Chen                  | Silvi Antarini               | Ling Wan Ting                    |
| Herrendoppel | Lee Dong-soo Yoo Yong-sung | Markis Kido Hendra Setiawan  | Flandy Limpele Eng Hian          |
| Herrendoppel | Lee Dong-soo Yoo Yong-sung | Markis Kido Hendra Setiawan  | Luluk Hadiyanto Alvent Yulianto  |
| Damendoppel  | Ra Kyung-min Lee Kyung-won | Hwang Yu-mi Lee Hyo-jung     | Tomomi Matsuda Aki Akao          |
| Damendoppel  | Ra Kyung-min Lee Kyung-won | Hwang Yu-mi Lee Hyo-jung     | Jo Novita Lita Nurlita           |
| Mixed        | Nova Widianto Vita Marissa | Anggun Nugroho Eny Widiowati | Kim Yong-hyun Lee Hyo-jung       |
| Mixed        | Nova Widianto Vita Marissa | Anggun Nugroho Eny Widiowati | Liu Kwok Wa Louisa Koon Wai Chee |

## Endrundenergebnisse

### Halbfinale
| Disziplin    | Sieger                       | Gegner                           | Ergebnis           |
| ------------ | ---------------------------- | -------------------------------- | ------------------ |
| Herreneinzel | Sony Dwi Kuncoro             | Agus Hariyanto                   | 15–7, 15–4         |
| Herreneinzel | Taufik Hidayat               | Ng Wei                           | 15–5, 15–5         |
| Dameneinzel  | Wang Chen                    | Dai Yun                          | 11–1, 2–11, 11–9   |
| Dameneinzel  | Silvi Antarini               | Ling Wan Ting                    | 11–9, 11–1         |
| Herrendoppel | Lee Dong-soo Yoo Yong-sung   | Alvent Yulianto Luluk Hadiyanto  | 15–7, 15–4         |
| Herrendoppel | Hendra Setiawan Markis Kido  | Flandy Limpele Eng Hian          | 15–13, 11–15, 15–7 |
| Damendoppel  | Lee Kyung-won Ra Kyung-min   | Aki Akao Tomomi Matsuda          | 15–7, 15–3         |
| Damendoppel  | Hwang Yu-mi Lee Hyo-jung     | Lita Nurlita Jo Novita           | 15–3, 15–8         |
| Mixed        | Nova Widianto Vita Marissa   | Liu Kwok Wa Louisa Koon Wai Chee | 15–6, 7–15, 15–5   |
| Mixed        | Anggun Nugroho Eny Widiowati | Kim Yong-hyun Lee Hyo-jung       | 15–13, 15–8        |

### Finale
| Disziplin    | Sieger                     | Gegner                       | Ergebnis         |
| ------------ | -------------------------- | ---------------------------- | ---------------- |
| Herreneinzel | Sony Dwi Kuncoro           | Taufik Hidayat               | 15-5, 7-15, 15-8 |
| Dameneinzel  | Wang Chen                  | Silvi Antarini               | 11-6, 11-5       |
| Herrendoppel | Lee Dong-soo Yoo Yong-sung | Markis Kido Hendra Setiawan  | 15-10, 15-11     |
| Damendoppel  | Ra Kyung-min Lee Kyung-won | Hwang Yu-mi Lee Hyo-jung     | 15-9, 15-7       |
| Mixed        | Nova Widianto Vita Marissa | Anggun Nugroho Eny Widiowati | 15-2, 15-11      |

## Medaillenspiegel
| Rang   | Land                | Gold | Silber | Bronze | Gesamt |
| ------ | ------------------- | ---- | ------ | ------ | ------ |
| 1      | Indonesien          | 2    | 4      | 3      | 9      |
| 2      | Südkorea            | 2    | 1      | 1      | 4      |
| 3      | Hongkong            | 1    | 0      | 4      | 5      |
| 4      | Volksrepublik China | 0    | 0      | 1      | 1      |
| 4      | Japan               | 0    | 0      | 1      | 1      |
| Gesamt | Gesamt              | 5    | 5      | 10     | 20     |